# Romance as a Remedy
Romance as a Remedy è un cortometraggio muto del 1915 diretto da Joseph W. Smiley e prodotto dalla Lubin.

## Produzione
Il film fu prodotto dalla Lubin Manufacturing Company.

## Distribuzione
Distribuito dalla General Film Company, il film - un cortometraggio in due bobine - uscì nelle sale USA il 9 settembre 1915.